# Numero di Prandtl
Il numero di Prandtl (abbreviato con {\displaystyle \mathrm {Pr} }) è un numero adimensionale che esprime il rapporto della diffusività cinematica rispetto alla diffusività termica per un fluido viscoso.
Il suo analogo per lo scambio di materia è il numero di Schmidt.

## Definizione matematica
È definito come:
{\displaystyle \mathrm {Pr} ={\nu  \over \alpha }={\mu \,c_{p} \over \lambda }}
dove (relativamente al fluido in esame):
- {\displaystyle \nu } è la diffusività cinematica, misurata nel Sistema Internazionale (SI) in {\displaystyle \left[\mathrm {m} ^{2}\mathrm {s} ^{-1}\right]};
- {\displaystyle \alpha } è la diffusività termica, misurata nel SI in {\displaystyle \left[\mathrm {m} ^{2}\mathrm {s} ^{-1}\right]};
- {\displaystyle \mu } è la viscosità dinamica, misurata nel SI in   {\displaystyle \left[\mathrm {Pa} \,\mathrm {s} \right]=\left[\mathrm {kg} \,\mathrm {m} ^{-1}\mathrm {s} ^{-1}\right]};
- {\displaystyle c_{p}} è la capacità termica specifica a pressione costante, misurato nel SI in: {\displaystyle \left[\mathrm {J} \,\mathrm {kg} ^{-1}\mathrm {K} ^{-1}\right]=\left[\mathrm {m} ^{2}\,\mathrm {K} ^{-1}\mathrm {s} ^{-2}\right]};
- {\displaystyle \lambda } è la conduttività termica, misurata nel SI in {\displaystyle \left[\mathrm {W} \,\mathrm {m} ^{-1}\mathrm {K} ^{-1}\right]=\left[\mathrm {kg} \,\mathrm {m} \,\mathrm {K} ^{-1}\mathrm {s} ^{-3}\right]}.

### Formulazione della definizione matematica
L'equazione dell'energia interna più generale per un corpo continuo è:
{\displaystyle \rho {\frac {\mathrm {D} {\hat {H}}}{\mathrm {D} t}}=-\nabla \cdot \mathbf {q} +\tau :\nabla \mathbf {u} +{\frac {\mathrm {D} p}{\mathrm {D} t}}},
in cui (relativamente al corpo in esame):
- {\displaystyle {\frac {\mathrm {D} {\hat {H}}}{\mathrm {D} t}}} è la derivata materiale dell'entalpia specifica ({\displaystyle {\hat {H}}}), misurata in {\displaystyle \left({\frac {\mathrm {W} }{\mathrm {kg} }}={\frac {\mathrm {m} ^{2}}{\mathrm {s} ^{3}}}\right)};
- {\displaystyle \mathbf {q} } è la densità di corrente termica, misurata in {\displaystyle \left({\frac {\mathrm {W} }{\mathrm {m} ^{2}}}={\frac {\mathrm {kg} }{\mathrm {s} ^{2}}}\right)};
- {\displaystyle \tau :\nabla \mathbf {u} } è l'energia persa per dissipazione viscosa per unità di volume, misurata in {\displaystyle \left({\frac {\mathrm {W} }{\mathrm {m} ^{3}}}\right)};
  - {\displaystyle \tau } è il tensore dello sforzo di taglio, misurato in {\displaystyle (\mathrm {Pa} )};
  - {\displaystyle \nabla \mathbf {u} } è il gradiente della velocità del fluido, misurato in {\displaystyle (\mathrm {s} ^{-1})};
- {\displaystyle {\frac {\mathrm {D} p}{\mathrm {D} t}}} è la derivata materiale della pressione, misurata in {\displaystyle \left({\frac {\mathrm {Pa} }{\mathrm {s} }}\right)}.

Le unità di misura sono tutte intese nel Sistema Internazionale.
Questa equazione nel caso di fluido viscoso che segue la legge di Newton-Stokes e la legge di Fourier si riduce a:
{\displaystyle \rho c_{p}{\frac {\mathrm {D} T}{\mathrm {D} t}}=\nabla \cdot (\lambda \nabla T)+\mu \nabla ^{2}u},
in cui (relativamente al corpo in esame):
- {\displaystyle \rho } è la densità, {\displaystyle \left({\frac {\mathrm {kg} }{\mathrm {m} ^{3}}}\right)};
- {\displaystyle c_{p}} è la capacità termica specifica a pressione costante, {\displaystyle \left({\frac {\mathrm {J} }{\mathrm {kg} \cdot \mathrm {K} }}\right)};
- {\displaystyle \lambda } è la conduttività termica {\displaystyle \left({\frac {\mathrm {W} }{\mathrm {m} \cdot \mathrm {K} }}\right)}
- {\displaystyle \mu } è la viscosità dinamica {\displaystyle (\mathrm {Pa} \cdot \mathrm {s} )}
- {\displaystyle T} è la temperatura {\displaystyle (\mathrm {K} )}.

Nel caso di conducibilità uniforme questa diventa:
{\displaystyle \rho c_{p}{\frac {\mathrm {D} T}{\mathrm {D} t}}=\lambda \nabla ^{2}T+\mu \nabla ^{2}u}
ovvero:
{\displaystyle {\frac {\mathrm {D} T}{\mathrm {D} t}}=\alpha \nabla ^{2}T+{\frac {\nu }{c_{p}}}\nabla ^{2}v},
in cui (relativamente al fluido in esame):
- {\displaystyle \alpha } è la diffusività termica;
- {\displaystyle \nu } è la diffusività cinematica.

Il numero di Prandtl si ottiene adimensionalizzando questa equazione. Si pone {\displaystyle T'={\frac {T-T_{0}}{\nabla ^{2}T}}} e {\displaystyle \nabla '=L\nabla } risulta che:
{\displaystyle \left(\mathbf {u} \cdot {\frac {\nabla '}{L}}+{\frac {\partial }{\partial t}}\right)T'\nabla ^{2}T=\alpha {\frac {\nabla '^{2}}{L^{2}}}T'\nabla ^{2}T+{\frac {\nu }{c_{p}}}\nabla ^{2}v},
perciò:
{\displaystyle \left({\frac {L}{\alpha }}\mathbf {u} \cdot \nabla '+{\frac {\partial }{\partial \left({\frac {\alpha }{L^{2}}}t\right)}}\right)T'=\nabla '^{2}T'+{\frac {\nu }{\alpha }}{\frac {L^{2}}{c_{p}\nabla ^{2}T}}\Phi },
ora {\displaystyle (\mu \nabla ^{2}\mathbf {u} )'={\frac {L^{2}}{c_{p}\nabla ^{2}T}}\nabla ^{2}u} è l'adimensionale cercato:
quindi l'equazione di bilancio dell'energia diventa:
{\displaystyle {\frac {\mathrm {D} 'T'}{\mathrm {D} 't}}=\nabla '^{2}T'+\mathrm {Pr} \nabla '^{2}u'}

## Interpretazione fisica
Valori tipici del numero di Prandtl sono:
- circa 0,7 per l'aria e la maggior parte dei gas;[3]
- tra 100 e 40000 nel caso degli oli motore;
- circa 0,015 per il mercurio.
- circa 7 per l'acqua (a 20 °C).

Un fluido ideale, per  cui valgono le equazioni di Eulero, ha viscosità e conducibilità termica nulle, per cui il numero di Prandtl non è definito per questa classe di fluidi.